# ショウキズイセン

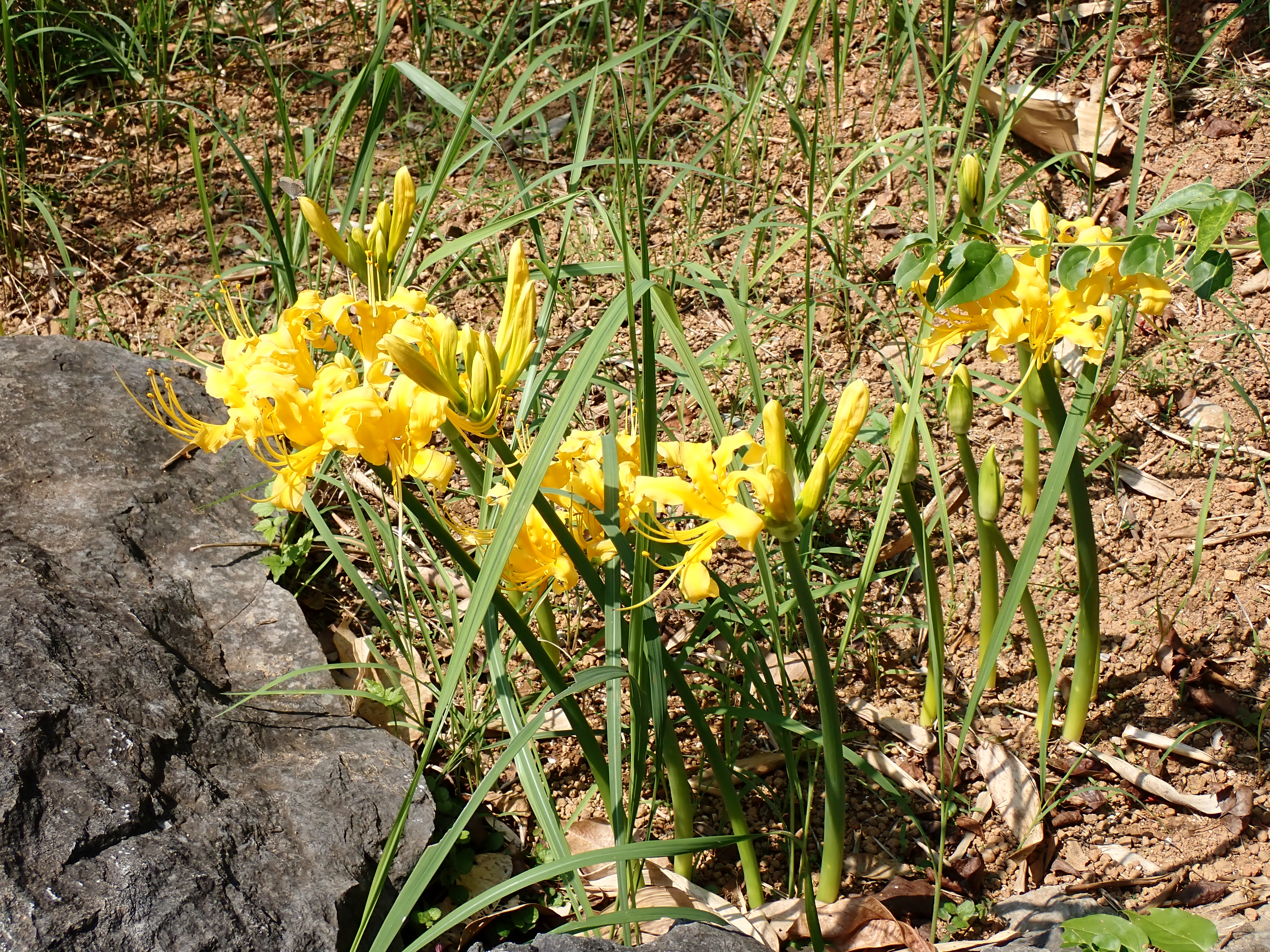
植栽（2024年10月 沖縄県本部町 熱帯ドリームセンター）

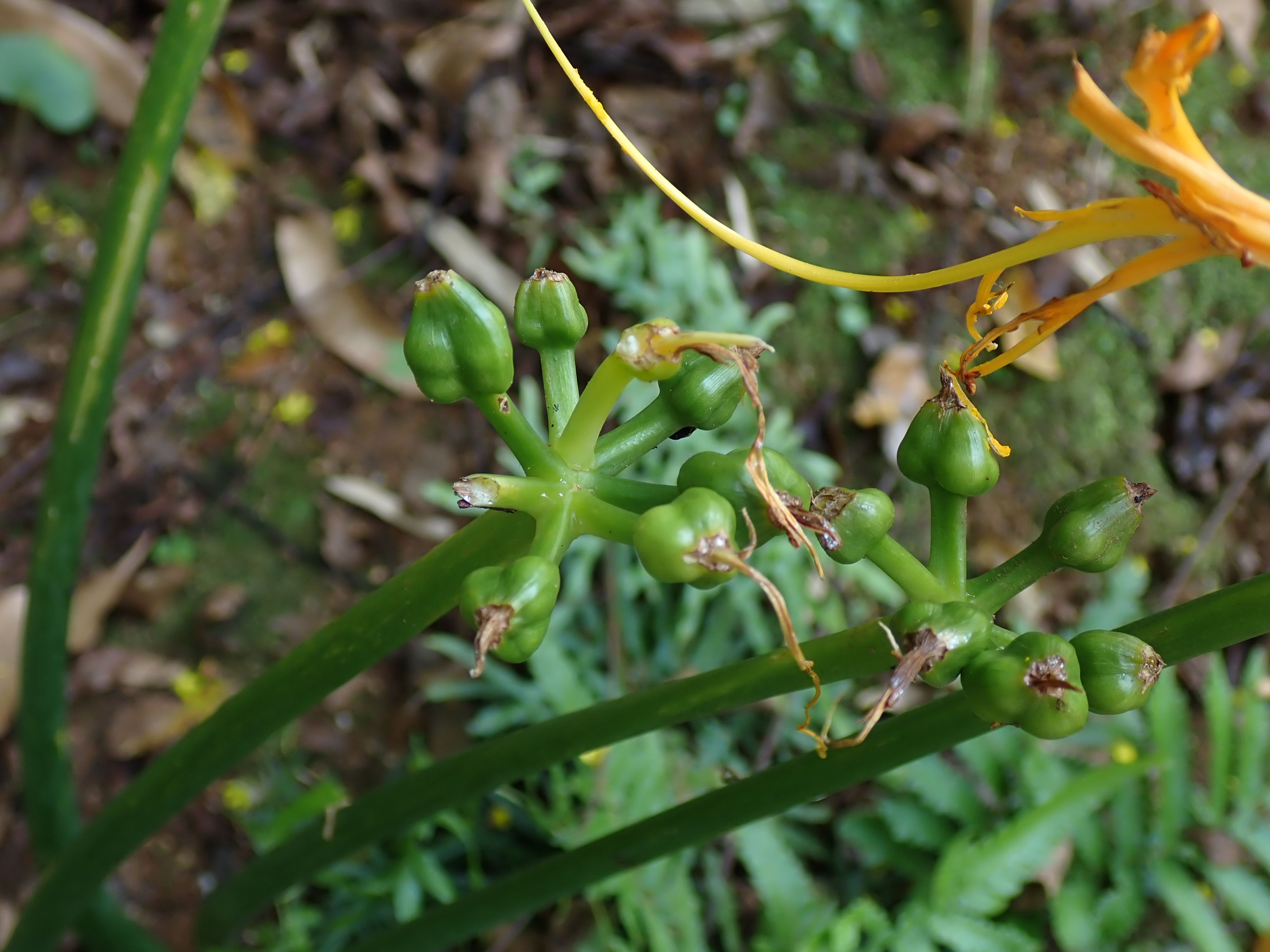
未成熟果実（2024年10月 沖縄県本部町 熱帯ドリームセンター）

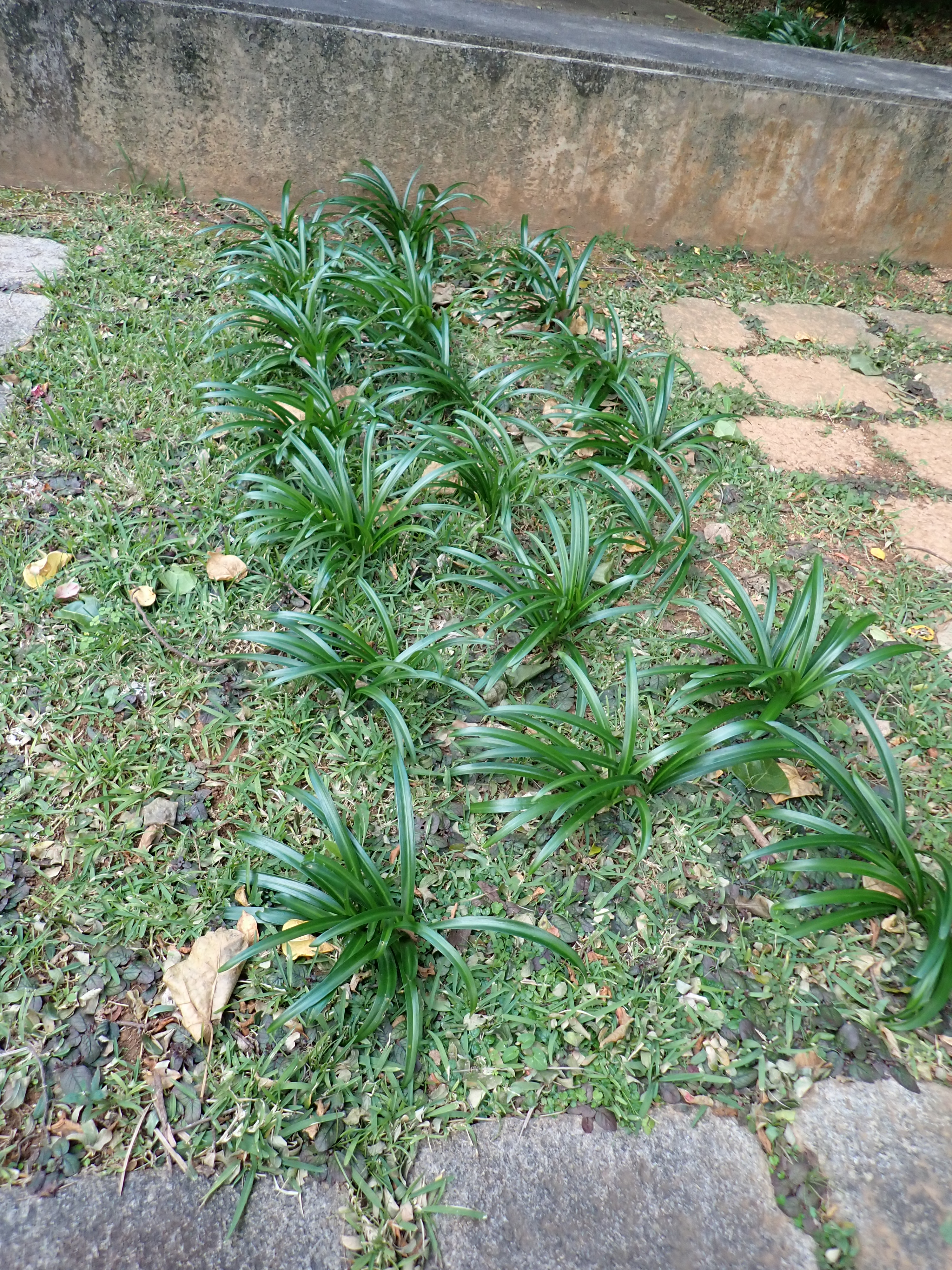
開花後に出る葉（2025年1月 沖縄県本部町 熱帯ドリームセンター）

ショウキズイセン（鍾馗水仙、学名：Lycoris traubii、シノニム：Lycoris aurea）はヒガンバナ科ヒガンバナ属の多年生草本。有毒植物。別名のショウキラン（鍾馗蘭）はラン科ショウキラン属の多年生草本（腐生植物）の和名でもある。
なお、本項における学名表記はYListに従ったが、POWOでは双方の学名が区別され、L. traubiiは日本～台湾原産、L. aureaは中国大陸～東南アジア原産とされる。

## 特徴
高さ30–60 cm。花茎だけを長く伸ばし、ヒガンバナに似た形の黄色い花を5–10個輪生させる。花は長さ7 cm。花被片は6枚、雄しべは6本で、雌しべとともに花被片から出て上向きに弓状に曲がる。花期は秋（9–10月）。ヒガンバナとは異なり、本種は結実する。種子は黒色で径7 mm。花期に葉は無く、開花後に厚みのある葉を出すが、開花期前に枯れる。葉は長さ20–60 cm、幅1.5–4 cmで、ヒガンバナより幅広い。

## 分布と生育環境、利用
四国、九州、南西諸島、台湾に分布。主に石灰岩地の岩場や林縁に生育する。花が美しく、公園や庭へ植栽されることも多い。